# Dmitrij Aleksiejew (pianista)
Dmitrij Konstaninowicz Aleksiejew, ros. Дмитрий Константинович Алексеев (ur. 10 sierpnia 1947 w Moskwie) – rosyjski pianista.

## Życiorys
Studiował u Dmitrija Baszkirowa w Konserwatorium Moskiewskim. Zdobył II nagrodę w Międzynarodowym Konkursie im. Marguerite Long i Jacques’a Thibaud w Paryżu (1969), V nagrodę w Międzynarodowym Konkursie Muzycznym im. Piotra Czajkowskiego w Moskwie (1974) i I nagrodę w Międzynarodowym Konkursie Pianistycznym w Leeds (1975). W 1976 roku debiutował w Stanach Zjednoczonych z Chicago Symphony Orchestra pod batutą Carla Marii Giuliniego. W 1978 roku wystąpił w nowojorskiej Carnegie Hall.
Zawodowo związany był z Wielką Brytanią. Dokonał licznych nagrań dla wytwórni EMI i Virgin Classics, wykonując utwory fortepianowe Brahmsa, Prokofjewa, Rachmaninowa, Szostakowicza i Chopina. Wraz z Barbarą Hendricks dokonał nagrań negro spirituals. Wielokrotnie występował w duecie ze swoją żoną, pianistką Tatjaną Sarkisową.